# Васильев, Юрий Константинович
Юрий Константинович Васильев (30 сентября 1938, Москва, РСФСР — 18 декабря 2012, Москва, Российская Федерация) — советский и российский тренер по велоспорту и триатлону, заслуженный тренер России.

## Биография
В 1970 году начал свою тренерскую деятельность. Тренер сборной команды России по треку на Олимпийских играх в Атланте (1996). Среди его учеников-велосипедистов участники Олимпийских игр в Барселоне и Атланте (1992 и 1996), многократные победители и призёры чемпионатов и первенств России и мира.
С 2006 года работал тренером-преподавателем отделения триатлона ЭСДЮСШОР УОР№ 2 г. Москвы по триатлону. Его ученики принимали участие в Олимпийских играх в Сиднее и Лондоне (2008 и 2012), неоднократно становились чемпионами России, призёрами первенств Европы. Среди них чемпионка России Ирина Абысова.